# 广洋湖
广洋湖是一个位于中国江苏省宝应县的湖泊，面积约为8.9平方千米，平均水深约为0.6米，蓄水量约为530万立方米。